# 張國良 (香港)
張國良，資深香港傳媒工作者，全國政協香港委員，曾擔任香港傳統左派報紙《香港文匯報》社長，現時是香港新聞工作者聯會的主席。
曾擔任《香港文匯報》社長一職，至2009年12月由王樹成接任。
現任全國政協香港委員，曾與另外兩位政協黃楚標、身兼中聯辦副主任的黎桂康聯合撰寫《港深合作建立「深圳前後海創新自貿區」》提案書，並且發起政協聯署，積極推動加強深港合作。

## 外部連結
- 香港文匯報網頁 （页面存档备份，存于）
- 香港新聞工作者聯會網頁